# .ky
.ky為英國海外領地開曼群島國家及地區頂級域（ccTLD）的域名。該域名於1995年5月3日啟用，一開始時該域名仅限于在开曼群岛當地的居民和公司注册，但此限制已于2015年9月取消。

## 外部連結
- IANA .ky whois information（页面存档备份，存于）
- .ky domain registration website